# Anyphaena mollicoma
Anyphaena mollicoma är en spindelart som beskrevs av Eugen von Keyserling 1879. Anyphaena mollicoma ingår i släktet Anyphaena och familjen spökspindlar.
Artens utbredningsområde är Colombia. Inga underarter finns listade i Catalogue of Life.